# Fiat 125

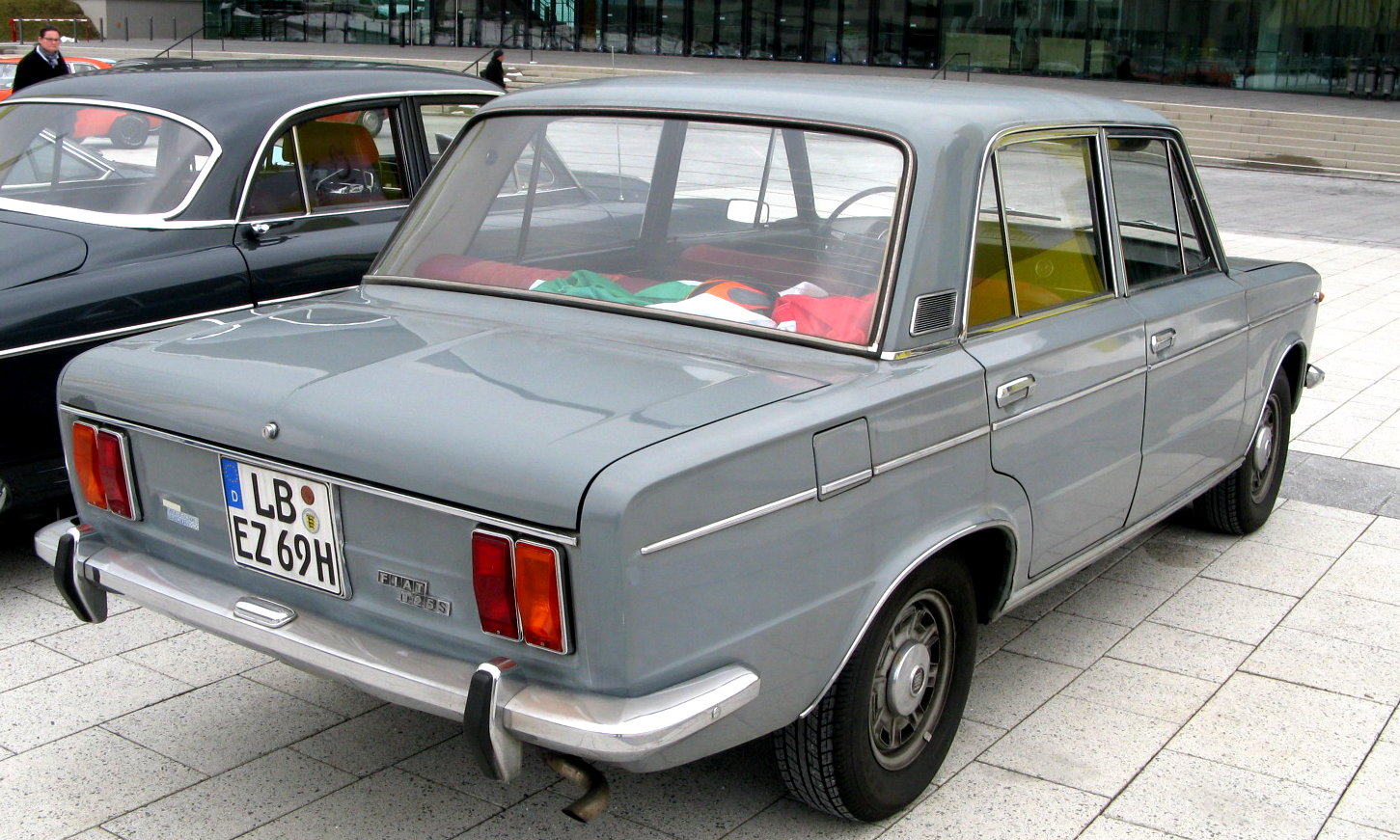
Heckansicht FIAT 125 Special

Der Fiat 125 ist ein Automobilmodell der Mittelklasse bzw. oberen Mittelklasse, das vor allem als Limousine gebaut wurde. Er wurde von Fiat in Turin von 1967 bis 1972 sowie in Südamerika bis 1982 produziert. Eine Reihe von Karosserievarianten, insbesondere aus Lateinamerika, und Sondermodellen sowie Lizenznachbauten, insbesondere der Polski Fiat 125p, der selbst wiederum die Plattform weiterer Derivate bildete, existieren ebenfalls.

## Geschichte

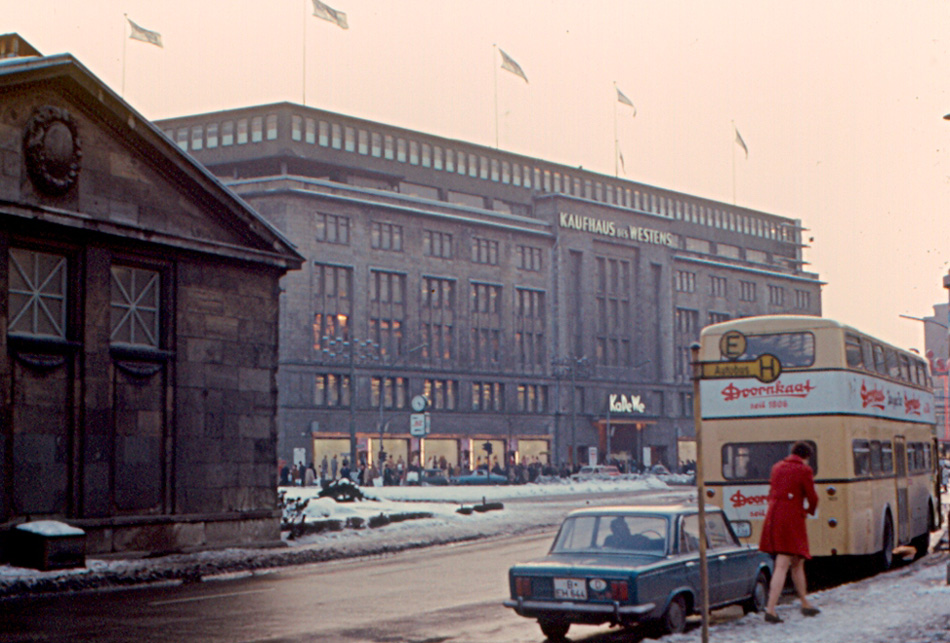
Fiat 125 im Straßenbild West-Berlins um 1970

Der 125 wurde unter der Leitung von Dante Giacosa entwickelt. Er kam im Frühjahr 1967 als luxuriöse, schnelle Mittelklasse-Limousine auf den Markt und ersetzte die Baureihe 1300/1500 und 1800. Die Karosserie wurde vom Fiat 124 abgeleitet, war jedoch in den Außenabmessungen größer und luxuriöser ausgestattet. Die neue Modellreihe entsprach mit ihren geradlinigen Formen eher dem Zeitgeschmack der ausgehenden 1960er-Jahre als ihre Vorgänger. Von 1970 bis 1972 gab es den 125 in einer überarbeiteten zweiten Serie, die einige ihrer charakteristischen Details einbüßte, z. B. gab es nun größere Rücklichter im Querformat.
Der modern konstruierte 1,6-Liter-Motor leistete für damalige Verhältnisse sportliche 90 PS (DIN) im Modell "125" und 100 PS im "125 S". Er hat wie schon der Motor des 124 Spider bzw. 124 Sport Coupés zwei im Zylinderkopf liegende Nockenwellen (dohc), die durch einen Zahnriemen angetrieben wurden. Im Unterschied zum 1,4-Liter-Motor des 124 Spider/Coupé mit ebenfalls 90 PS erreichte der 1,6-Liter mit 90 PS der 125 Limousine seine Maximalleistung bereits bei einer Drehzahl von 5600/min (Spider: 6500/min). Das moderne Fahrwerk des etwas unkomfortablen 124 wurde jedoch nicht übernommen, stattdessen basiert der 125 noch auf dem Fahrwerk des komfortablen Fiat 1800 mit blattgefederter Hinterachse. Der 125 Special war allerdings mit einem um 2 cm tiefergelegten Sportfahrwerk ausgerüstet.
In Turin wurde die Baureihe Mitte 1972 eingestellt und durch den Fiat 132 ersetzt. Danach wurde das Modell von Fiat und später Sevel in Südamerika weiterproduziert.
Fiat schloss mit einer Reihe weiterer Unternehmen Lizenzverträge zum Bau modifizierter 125er ab. Von diesen ist der 125p von FSO das am weitesten verbreitete Modell. Zumeist auf Basis des abgeleiteten 125p begannen Unternehmen in Marokko, Ägypten, Indonesien und Jugoslawien, lizenziert 125er – oft auf der Basis von Fiat und/oder FSO hergestellten Komponenten – herzustellen.
Darüber hinaus bildet die Plattform des 125 die Basis weiterer Automodelle wie des FSO Polonez.

### Fiat Italia
1968 kam der 125 Special hinzu, der mit einer Leistung von 74 kW (100 PS) und mit 5-Gang-Getriebe eine Höchstgeschwindigkeit von 175 km/h erreichte. 1970 wurde auch der 125 Special überarbeitet. Insgesamt liefen in Turin etwas über 600.000 Exemplare des Fiat 125 vom Fließband.

#### Coupéderivativ

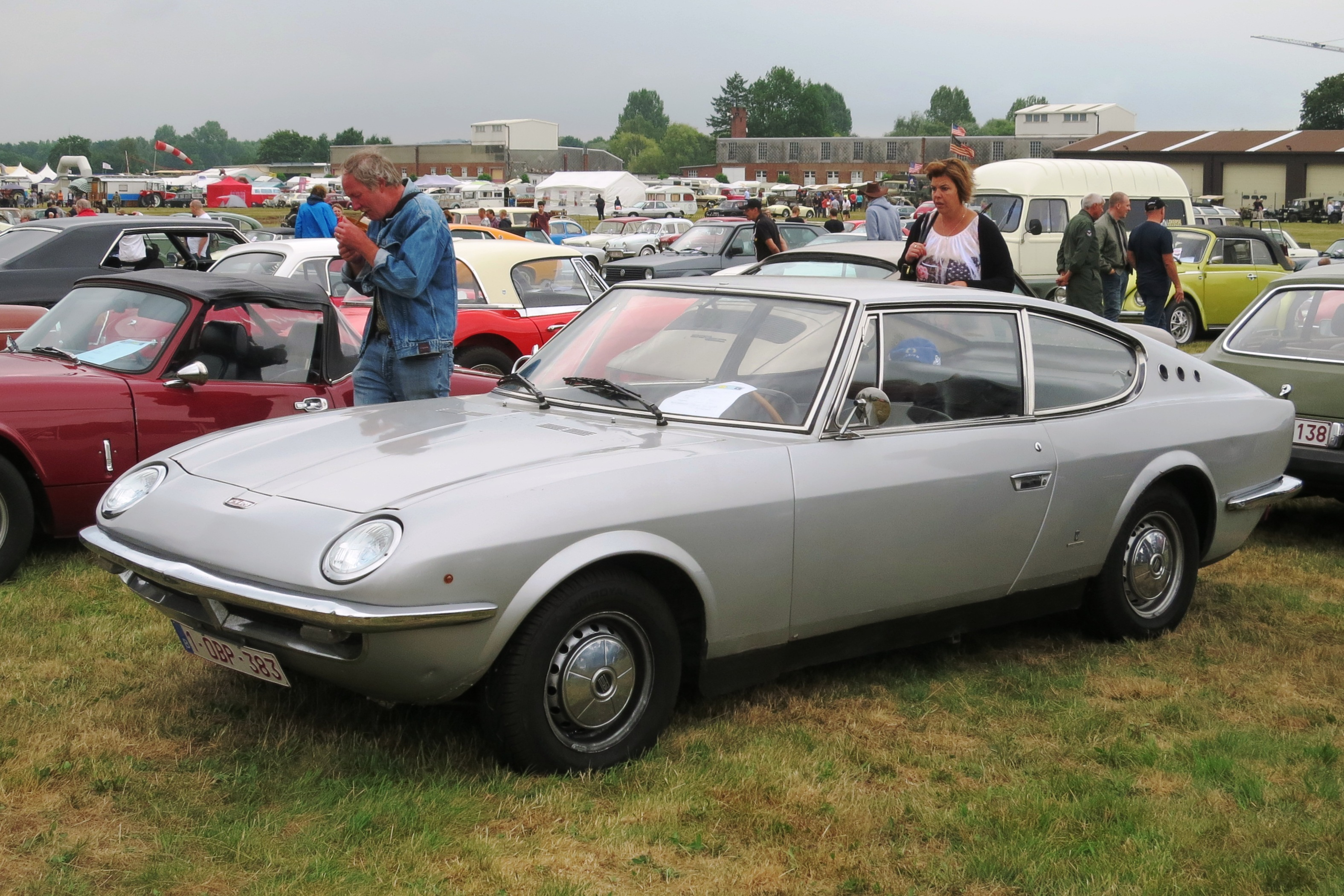
Coupéversion 125S Samantha

Carrozzeria Vignale nahm den 125S als Basis für den Umbau in das Coupé 125S Samantha, das als klassisches Design der späten 1960er-Jahre bewertet werden kann. Von dieser Variante wurden etwa 100 Exemplare gebaut. 1969 kostete der 125S Samantha etwa DM 15.000 (inflationsbereinigt heute etwa 33.467 €).

#### Tuningversionen

##### 125 OTS Scorpion
Für den südafrikanischen Markt wurde 1969 von Alconi ein Sondermodell konzipiert. Bei diesem 125 OTS Scorpion genannten Modell wurde der Motor des 125 so modifiziert, dass er über 123,5 PS verfügte; die Basisversion kostete 2795 R (umgerechnet etwa 14.199 DM; inflationsbereinigt heute etwa 30.579 €) in der Basisversion.

##### 125T

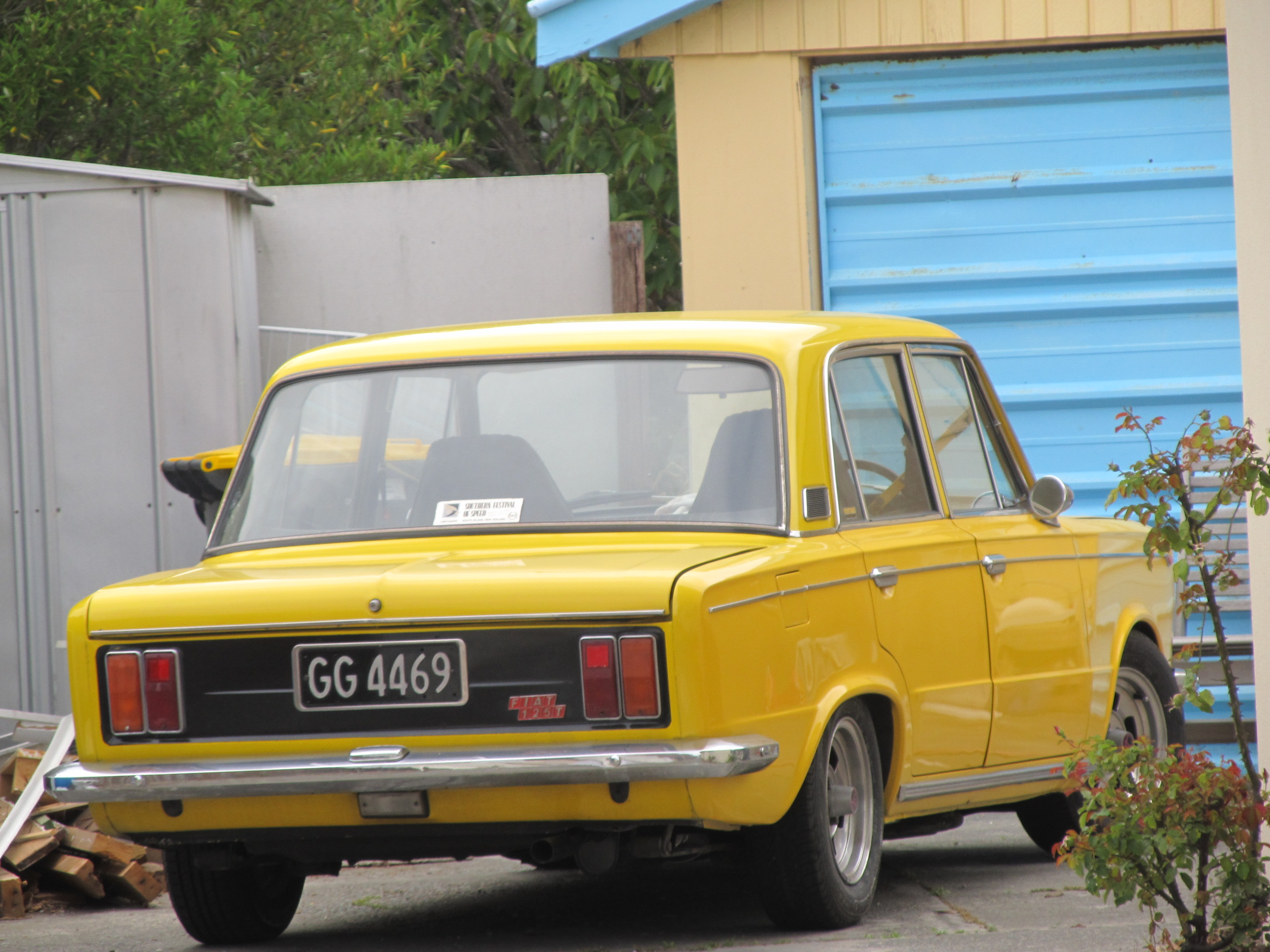
125T (1972)

Für den neuseeländischen Markt wurden etwa 100 Exemplare der mit einem 125-PS-Motor ausgestattete Rechtslenker Fiat 125T Completely Knocked Down exportiert.

### Produktion in Lateinamerika
Auf der Basis des italienischen 125 wurde in Argentinien bei Fiat Concord zunächst ab 1969 der Fiat 1600 mit einem 88-PS-Motor als Limousine produziert. Ab 1970 wurde auch die Limousine Fiat 1600 90HP mit einem zwei Pferdestärken stärkeren Motor sowie das Coupé Fiat 1600 Sport mit einem abermals weitere 2 Pferdestärken mehr leistendem Motor ausgeliefert. Die Produktion dieser auf dem 125 basierenden Modelle wurde 1972 eingestellt. Zudem wurde auf Basis des 1600 ein Pick-up mit dem Beinamen Multicarga im Modelljahr 1973 angeboten.

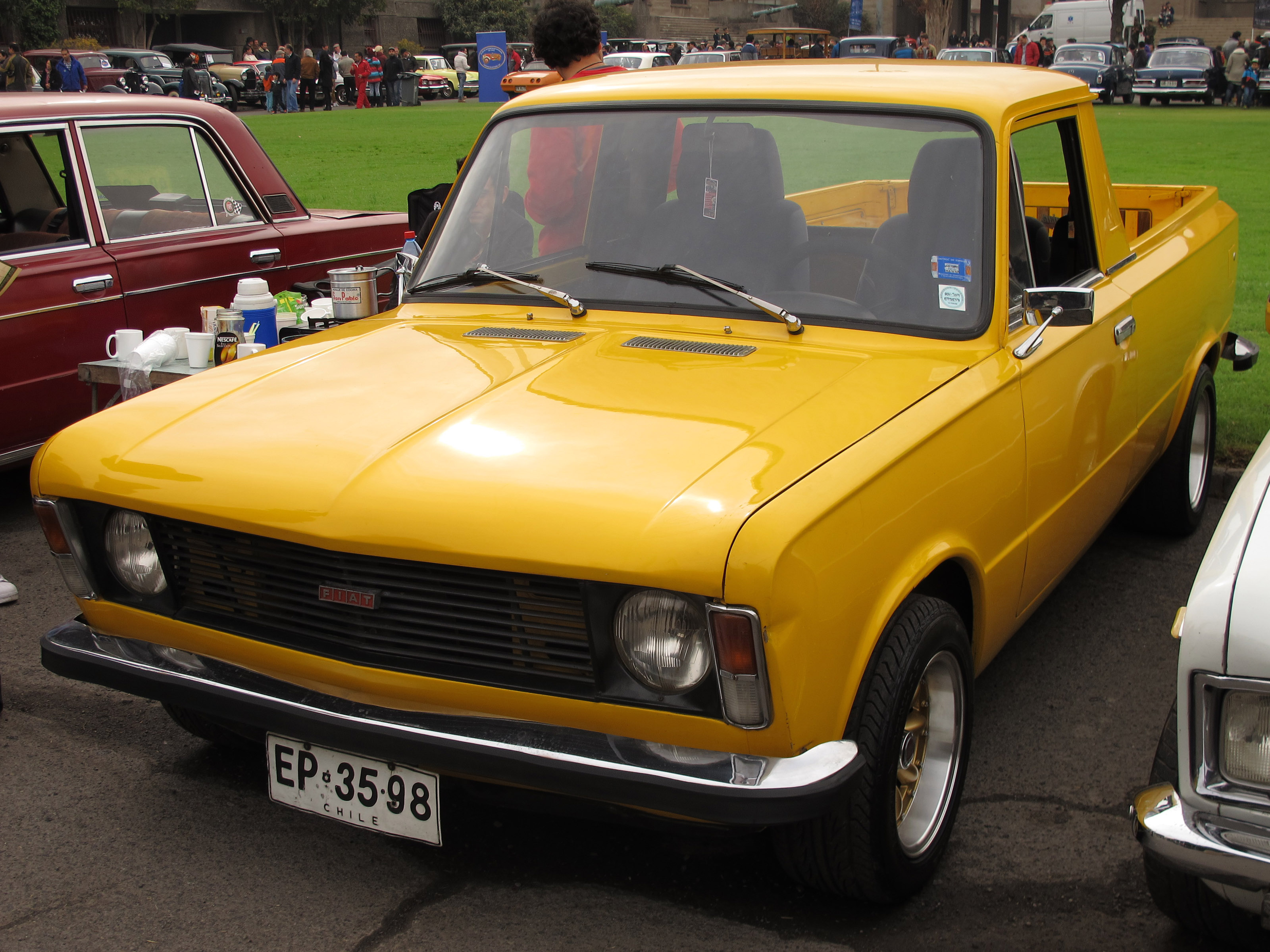
Pick-up-Version 125 Multicarga, Modelljahr 1978

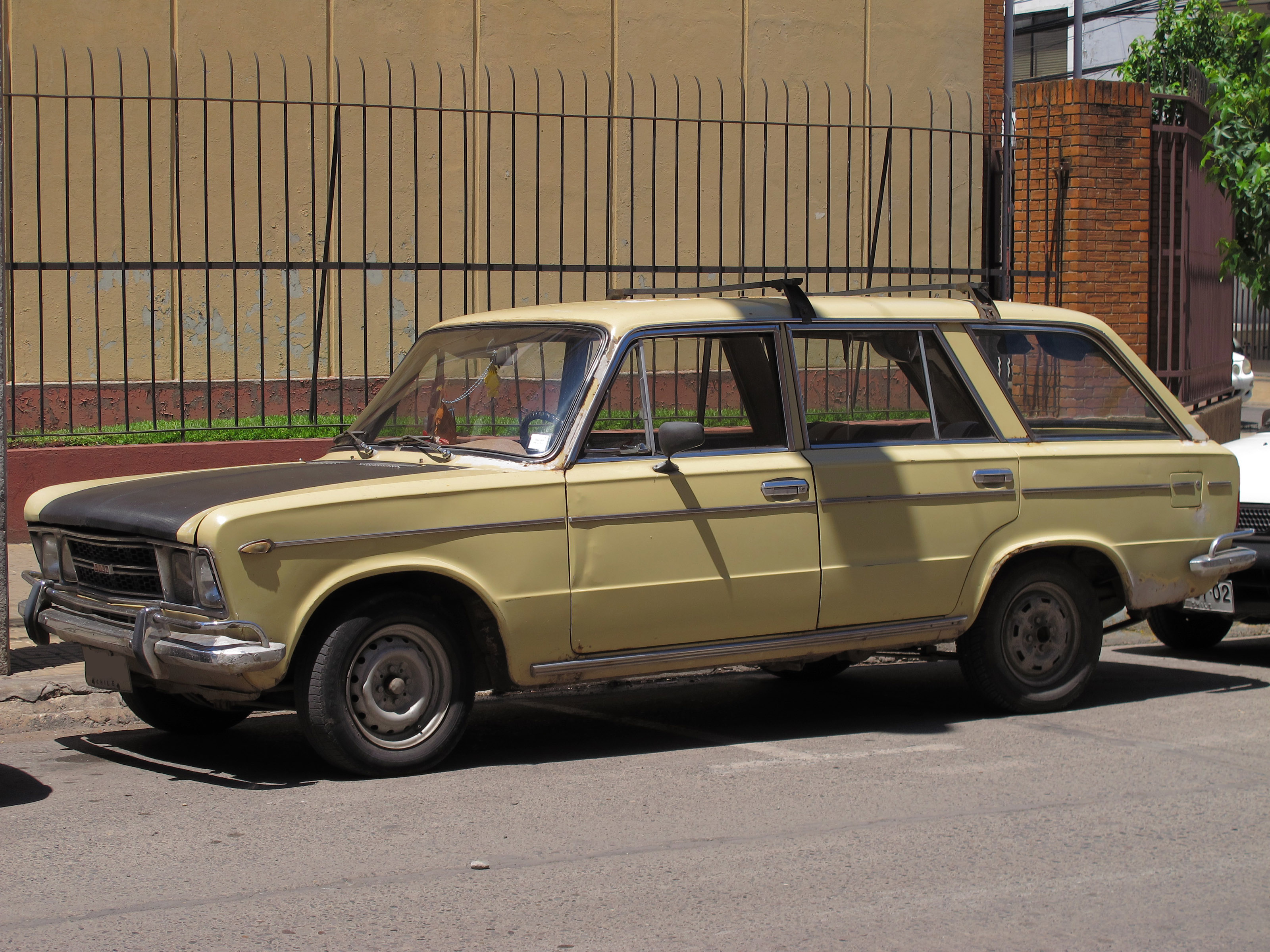
Argentinischer Kombi 125 Familiar, Modelljahr 1977. Hintere Türen mt viereckigen feststehenden Scheiben, ähnlich denen des Fiat 124 Familiare.

Ab September 1972 begann die Produktion des 125 in Argentinien; dabei wurden unter anderem Modifikationen beim Kühlergrill, dem Armaturenbrett, den Kotflügeln vorgenommen. Bis 1982 wurde der 125 als viertürige Limousine, Pick-up mit dem Beinamen Multicarga, in drei Coupéversionen und als fünftüriger Kombi mit dem Beinamen Familiar gebaut. Ab 1980 wurde der 125 von Sevel Argentina gebaut; nach einer Modellpflege bekamen diese Fahrzeuge den Beinamen Mirafiori. In zehn Jahren entstanden insgesamt 188.791 Fahrzeuge in Argentinien.
In Chile wurde lediglich die Limousine in kleiner Stückzahl produziert. Die meisten in diesem Andenstaat zugelassenen Exemplare stammen aus argentinischer Produktion. Als Repräsentationsfahrzeuge der Regierung Salvador Allendes stellen sie jedoch ein kulturgeschichtliches Symbol in diesem Land dar.

### Lizenznachbauten

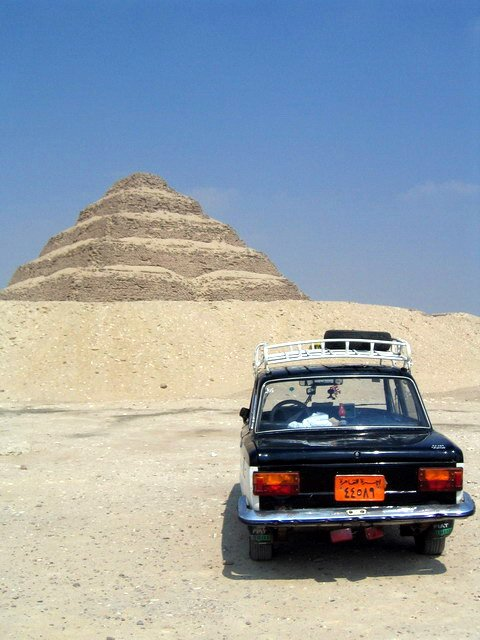
Nasr 125 auf Basis des 125p in Ägypten

Vom 125 bzw. 125S gibt es eine Reihe von Lizenznachbauten. Daneben gibt es den technisch veralteten Polski Fiat 125p, der wiederum selbst in verschiedenen Produktionsstandorten außerhalb Polens nachgebaut wurde.

#### 125p

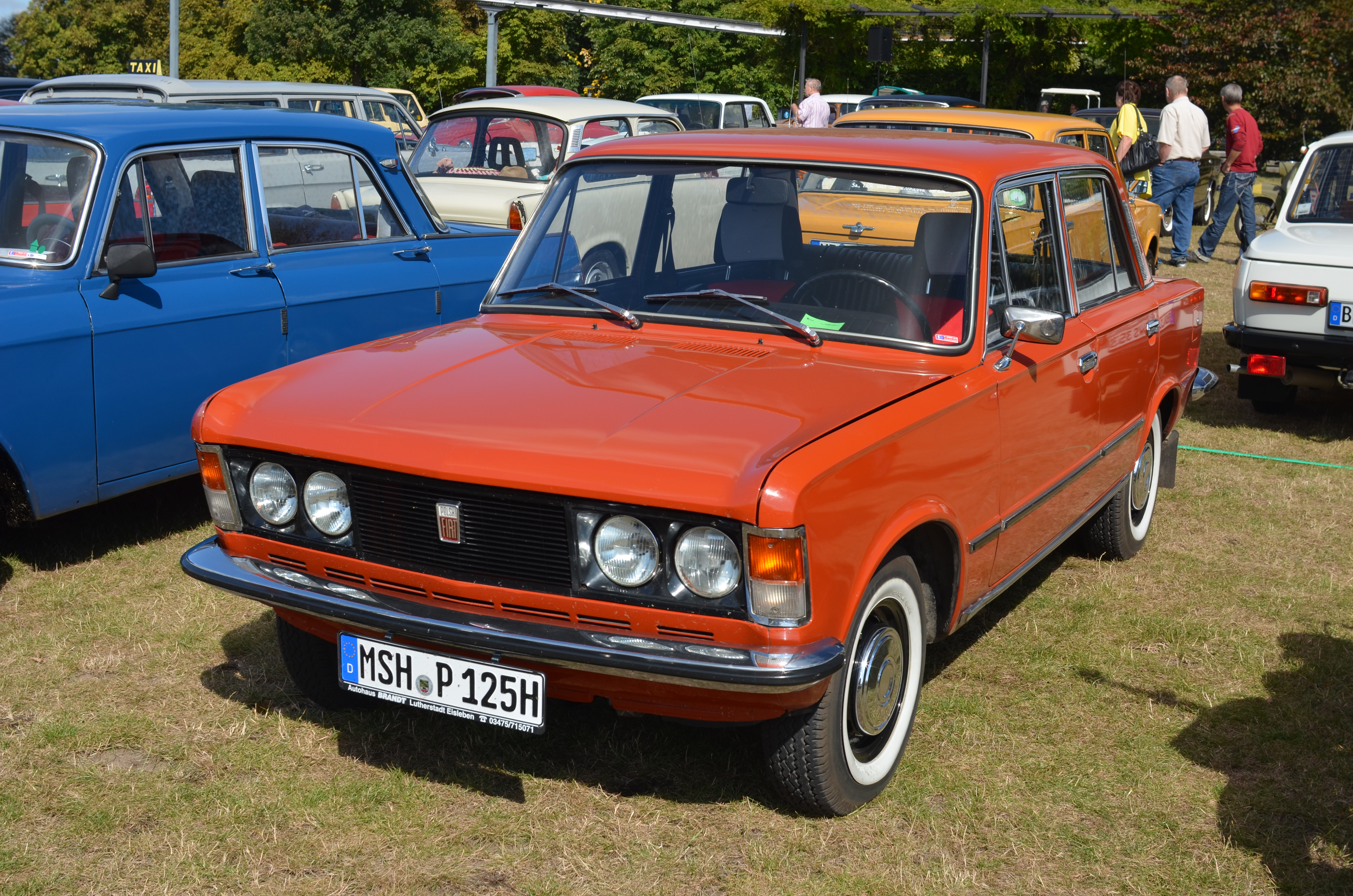
125p (Modelljahr 1976)

In Polen wurde der 125p von FSO gebaut und auch in verschiedene europäische Länder exportiert. Technisch basierte der 125p auf dem Vorgängermodell Fiat 1300, dessen Fahrwerk und Antriebsstrang in die modifizierte Karosserie des Fiat 125 verpflanzt wurden. Es gab auch einen Kombi, eine Eigenentwicklung von FSO, der – anders als der argentinische 125 Kombi und das sowjetische Lizenzmodell des Fiat 124 (Shiguli/Lada) – mit den gerundeten hinteren Türen der Limousine gefertigt wurde.

##### Zastava 125 PZ
Der 125p wurde in Jugoslawien von Zastava als 125 PZ hergestellt. Der Wagen mit einer Spitzengeschwindigkeit von 153,6 km/h wurde zunächst parallel zum direkt von Fiat lizenzierten Vorgängermodell Zastava 1500 produziert und kostete 1971 YUD 42.760,35 (umgerechnet $ 2.153, also DEM 7.277, inflationsbereinigt heute etwa € 14.897).

##### Thailand
Auch in Thailand wurde ein 125S (neben einem 124S) gebaut. Basis war ebenfalls der 125p.

##### Indonesien
Die indonesische Regierung stattete den ersten Regierungschef des annektierten Westpapua mit einem 125er aus.

#### Nasr 125

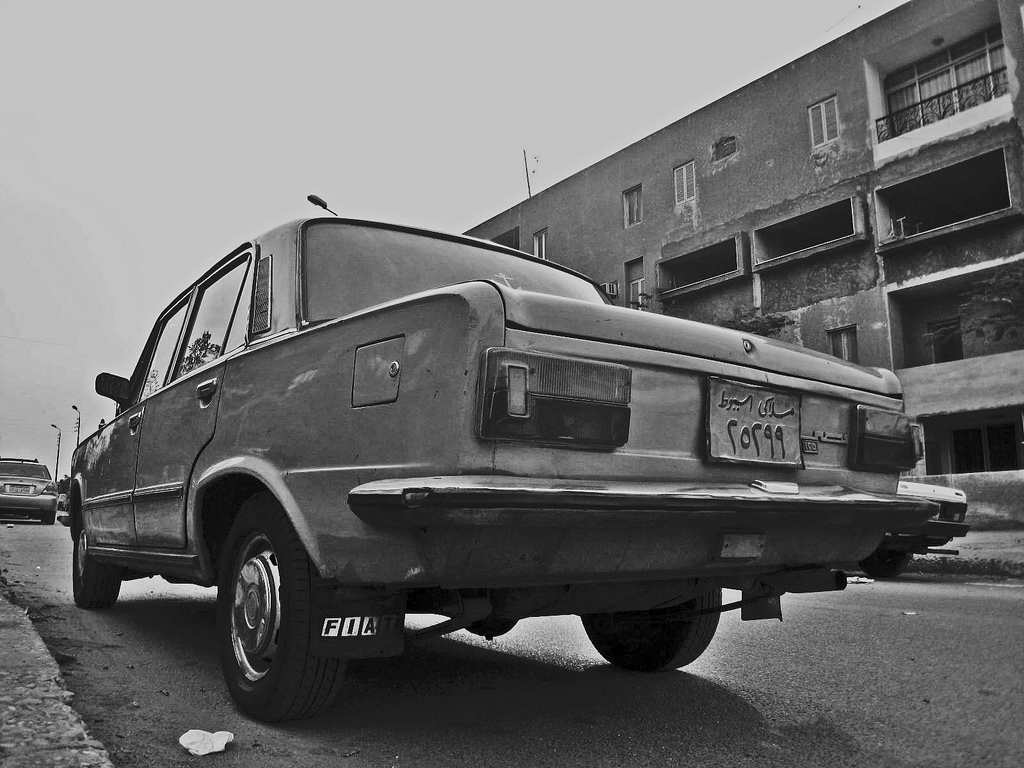
Nasr 125 auf FSO-Basis, Baujahr um 1976

In Ägypten sollte der 125 ab 1971 nachgebaut werden. Jedoch wurden erst ab 1973 Nasr 125 von Kits Completely Knocked Down (CKD) – sowohl von Fiat als auch von FSO – gebaut. Die Wagen wurden bei der Egyptian Light Transport Manufacturing Company und El Nasr Automotive Manufacturing Company zusammengesetzt. Motorisiert war der Nasr mit einem maximal 51½ kW (70 PS) leistenden Motor mit 1483 cm³ Hubraum.

#### SOMACA
In Marokko stellte die SOMACA von Ende Mai 1968 bis 1973 einen Nachbau des 125 her. Insgesamt wurden etwas mehr als 32.000 Fahrzeuge der Modelle 124, 125 und 128 nachgebaut.

#### SEAT
In Spanien produzierte SEAT keine 125er, aber der Seat 1430 übernahm die Frontpartie und das Armaturenbrett vom 125.

## Technik

### Motor
Der unter Aurelio Lampredi entwickelte Fiat Twin-Cam-Motor hatte zwei obenliegende und von einem Zahnriemen angetriebene Nockenwellen und leistete aus 1608 cm³ Hubraum 66 kW (90 PS) bei 5700/min. Das maximale Drehmoment von 130 Nm lag bei 4000/min an. Neu war das Einstellen des Ventilspiels durch Einstellplättchen, ohne Ausbau der Nockenwelle. Der Motor des 125 Special brachte nochmals 10 PS mehr (100 PS), aber erst bei 6400/min und war gekoppelt an ein kurz übersetztes Fünfganggetriebe.
Die Fahrleistungen, vor allem des Special, erreichten Werte, die im Bereich sportlicher Wagen von Alfa Romeo, Lancia oder BMW lagen. Im Test wurden vor allem beim Einstiegsmodell die erstaunliche Laufruhe und der günstige Drehmomentverlauf gelobt. Kritik galt dem zweistufigen Fallstromvergaser, der beim Durchtreten des Gaspedals bei niedrigeren Drehzahlen ein „Verschlucken“ des Motors hervorrief. Andererseits gewährleistete der Einfach-Vergaser einen damals vergleichsweise moderaten Kraftstoffverbrauch von 9 l/100 km bei normaler Fahrweise. Dennoch wurde der Tankinhalt mit 45 Litern beim N und 50 Liter beim S als zu gering bewertet. Der Ölverbrauch lag mit etwa 0,25 l/1000 km im günstigen Bereich.

### Karosserie
Die kantige Form der Limousinenkarosserie war stilistisch vom Fiat 124 abgeleitet. Die Frontpartie hatte eckige und in Chrom eingefasste Doppelscheinwerfer. Die Abmessungen fielen für die Fahrzeugklasse recht kompakt aus, nachteilig äußerte sich dies lediglich in etwas zu knapper Beinfreiheit für große Personen und dem nicht sehr großen Kofferraum.

### Fahrwerk
Das Fahrwerk fiel konstruktiv hinter den Fiat 124 zurück. Vorn Doppelquerlenker mit Schraubenfedern und Teleskopstoßdämpfern; hinten eine an zwei Längsblattfedern aufgehängte Starrachse mit zwei Längslenkern. Die Federung fiel beim Einstiegsmodell komfortbetont und beim Modell S, mit einem um 2 cm tiefer gelegten Fahrwerk, relativ hart aus. Vor allem bei scharfer Fahrweise auf schlechter Fahrbahn zeigten sich im Test die schlechte Führung der Hinterachse und die Überforderung der Stoßdämpfer. Die Reifen von CEAT machten die Fahrzeugbeherrschung bei Nässe und Glätte problematisch.

### Ausstattung
Der Fiat 125 war laut Auto Bild das erste Fahrzeug mit serienmäßiger Intervall-Schaltung für die Scheibenwischer, jedoch wurde die australische Version des Ford Galaxie bereits im Modelljahr 1965 serienmäßig mit diesem Detail ausgestattet. Sehr wirksam und funktionsgerecht waren die Belüftung und Heizung der Fahrgastzelle.

### Technische Daten
| Technische Daten des Fiat 125        | Technische Daten des Fiat 125                                                                           | Technische Daten des Fiat 125                                                                           | Technische Daten des Fiat 125                                                                           | Technische Daten des Fiat 125                                                                           | Technische Daten des Fiat 125                                                                           | |
| Fiat:                                | 125 | 125 Special                                                                                             | 125 (Argentinien)                                                                                       | 125 S (Arg.)                                                                                            | 125 S Coupé (Arg.)                                                                                      | |
| ------------------------------------ | --- | --- | --- | --- | --- | --- |
| Motor:                               | 4-Zylinder-Reihenmotor (Viertakt)                                                                       | 4-Zylinder-Reihenmotor (Viertakt)                                                                       | 4-Zylinder-Reihenmotor (Viertakt)                                                                       | 4-Zylinder-Reihenmotor (Viertakt)                                                                       | 4-Zylinder-Reihenmotor (Viertakt)                                                                       | |
| Hubraum:                             | 1608 cm³                                                                                                | 1608 cm³                                                                                                | 1608 cm³                                                                                                | 1608 cm³                                                                                                | 1608 cm³                                                                                                | |
| Bohrung × Hub:                       | 80 × 80 mm                                                                                              | 80 × 80 mm                                                                                              | 80 × 80 mm                                                                                              | 80 × 80 mm                                                                                              | 80 × 80 mm                                                                                              | |
| Leistung bei 1/min:                  | 66 kW (90 PS) bei 5600                                                                                  | 74 kW (100 PS) bei 6000                                                                                 | 74 kW (100 PS) bei 6000                                                                                 | 81 kW (110 PS) bei 6200                                                                                 | 81 kW (110 PS) bei 6200                                                                                 | |
| Max. Drehmoment bei 1/min:           | 133 Nm bei 3500                                                                                         | 136 Nm bei 4000                                                                                         | 136 Nm bei 4000                                                                                         | 153 Nm bei 4800                                                                                         | 153 Nm bei 4800                                                                                         | |
| Verdichtung:                         | 8,8 : 1                                                                                                 | 8,8 : 1                                                                                                 | 8,8 : 1                                                                                                 | 9,0 : 1                                                                                                 | 9,0 : 1                                                                                                 | |
| Gemischaufbereitung:                 | 1 Fallstrom-Doppelvergaser Weber oder Solex 34                                                          | 1 Fallstrom-Doppelvergaser Weber oder Solex 34                                                          | 1 Fallstrom-Doppelvergaser Weber oder Solex 34                                                          | 1 Doppelvergaser Solex 34 EIES                                                                          | 1 Doppelvergaser Solex 34 EIES                                                                          | |
| Ventilsteuerung:                     | Zahnriemen, zwei obenliegende Nockenwellen, Tassenstößel                                                | Zahnriemen, zwei obenliegende Nockenwellen, Tassenstößel                                                | Zahnriemen, zwei obenliegende Nockenwellen, Tassenstößel                                                | Zahnriemen, zwei obenliegende Nockenwellen, Tassenstößel                                                | Zahnriemen, zwei obenliegende Nockenwellen, Tassenstößel                                                | |
| Kühlung:                             | Wasserkühlung                                                                                           | Wasserkühlung                                                                                           | Wasserkühlung                                                                                           | Wasserkühlung                                                                                           | Wasserkühlung                                                                                           | |
| Getriebe:                            | 4-Gang-Getriebe (Mittelschaltung) 125 Special Fünfganggetriebe; a. W. 125 Idroconvert mit Halbautomatik | 4-Gang-Getriebe (Mittelschaltung) 125 Special Fünfganggetriebe; a. W. 125 Idroconvert mit Halbautomatik | 4-Gang-Getriebe (Mittelschaltung) 125 Special Fünfganggetriebe; a. W. 125 Idroconvert mit Halbautomatik | 4-Gang-Getriebe (Mittelschaltung) 125 Special Fünfganggetriebe; a. W. 125 Idroconvert mit Halbautomatik | 4-Gang-Getriebe (Mittelschaltung) 125 Special Fünfganggetriebe; a. W. 125 Idroconvert mit Halbautomatik | 4-Gang-Getriebe (Mittelschaltung) 125 Special Fünfganggetriebe; a. W. 125 Idroconvert mit Halbautomatik |
| Radaufhängung vorn:                  | Dreiecklenker oben, Querlenker unten, Längsschubstreben, Schraubenfedern                                | Dreiecklenker oben, Querlenker unten, Längsschubstreben, Schraubenfedern                                | Dreiecklenker oben, Querlenker unten, Längsschubstreben, Schraubenfedern                                | Dreiecklenker oben, Querlenker unten, Längsschubstreben, Schraubenfedern                                | Dreiecklenker oben, Querlenker unten, Längsschubstreben, Schraubenfedern                                | |
| Radaufhängung hinten:                | Starrachse, halbelliptische Blattfedern, Längslenker                                                    | Starrachse, halbelliptische Blattfedern, Längslenker                                                    | Starrachse, halbelliptische Blattfedern, Längslenker                                                    | Starrachse, halbelliptische Blattfedern, Längslenker                                                    | Starrachse, halbelliptische Blattfedern, Längslenker                                                    | |
| Bremsen:                             | Scheibenbremsen vorn und hinten (Durchmesser v/h 227 mm), Bremskraftverstärker                          | Scheibenbremsen vorn und hinten (Durchmesser v/h 227 mm), Bremskraftverstärker                          | Scheibenbremsen vorn und hinten (Durchmesser v/h 227 mm), Bremskraftverstärker                          | Scheibenbremsen vorn und hinten (Durchmesser v/h 227 mm), Bremskraftverstärker                          | Scheibenbremsen vorn und hinten (Durchmesser v/h 227 mm), Bremskraftverstärker                          | |
| Lenkung:                             | Schneckenrollenlenkung                                                                                  | Schneckenrollenlenkung                                                                                  | Schneckenrollenlenkung                                                                                  | Schneckenrollenlenkung                                                                                  | Schneckenrollenlenkung                                                                                  | |
| Karosserie:                          | Stahlblech, selbsttragend                                                                               | Stahlblech, selbsttragend                                                                               | Stahlblech, selbsttragend                                                                               | Stahlblech, selbsttragend                                                                               | Stahlblech, selbsttragend                                                                               | |
| Spurweite vorn/hinten:               | 1310/1290 mm                                                                                            | 1310/1290 mm                                                                                            | 1310/1290 mm                                                                                            | 1310/1290 mm                                                                                            | 1310/1290 mm                                                                                            | |
| Radstand:                            | 2505 mm                                                                                                 | 2505 mm                                                                                                 | 2505 mm                                                                                                 | 2505 mm                                                                                                 | 2505 mm                                                                                                 | |
| Abmessungen:                         | 4220 × 1610 × 1440 mm                                                                                   | 4220 × 1610 × 1440 mm                                                                                   | 4220 × 1610 × 1440 mm                                                                                   | 4220 × 1610 × 1440 mm                                                                                   | 4225 × 1530 × 1380 mm                                                                                   | |
| Leergewicht:                         | 1030 kg                                                                                                 | 1055 kg                                                                                                 | 1055 kg                                                                                                 | 1055 kg                                                                                                 | 1050 kg                                                                                                 | |
| Höchstgeschwindigkeit:               | 160 km/h                                                                                                | 170 km/h                                                                                                | 164 km/h                                                                                                | 171 km/h                                                                                                | 175 km/h                                                                                                | |
| 0–100 km/h:                          | 12,2 11,2                                                                                               | 12,2 11,2                                                                                               | 12,5 s                                                                                                  | 11,2 s                                                                                                  | 11,8 s                                                                                                  | |
| Verbrauch (Liter/100 km, CUNA-Norm): | 9,9 S                                                                                                   | 9,7 S                                                                                                   | 11,1 S (Test)                                                                                           | 8,8 S (Test)                                                                                            | 9,8 S (Test)                                                                                            | |
| Preis (DM): (SFr)                    | 7.493 (1969) 9.990 (1969)                                                                               | 8.990 (1972) 10.790 (1972)                                                                              | — | — | — | |

## Rezeption
In der Bundesrepublik Deutschland war der 125 insbesondere wegen seines günstigen Kaufpreises gefragt; auch die Ausstattung wurde als überdurchschnittlich reichhaltig empfunden.
Auto Bild stuft den 125 als heutzutage «völlig vergessen» ein.
Der 125 kommt selten als Referenz in der Popkultur vor, unter anderem hier:
In seiner Kurzgeschichtensammlung Sri Sumarah, and other stories hebt Umar Kayam auf die Gewöhnlichkeit des 125 in Indonesien ab:

“Sprinkle a few anchovy on top of the water if you want to catch the really big fish. (A free translation into Indonesian might be: Use a Fiat 125 as bait if you want to land a Rolls Royce at Tanjung Priok port.)”

„Streue ein paar Sardellen auf das Wasser, wenn du die großen Fische fangen möchtest. (Eine freie Übersetzung ins Indonesische wäre: Nimm einen Fiat 125 als Köder, wenn du einen Rolls Royce im Hafen von Tanjung Priok anlanden möchtest.)“

Im chilenischen Kontext sahen die marxistischen Kritiker Ariel Dorfman und Armandi Mattelart 1975 arme Industriearbeiter mit Werbephotos von 125ern «bombardiert».